# Кедрон Александријски
Кедрон Александријски (грч. Κεδρων Αλεξανδρειας; I век) носио је титулу: папа и патријарх великог града Александрије, Либије, Пентаполиса, Етиопије, Египта и читаве Африке, епископ (патријарх) Александријски (од 96. до 106. године), за време владавине цара Трајана. Према црквеном историчару Еусебију из Цезарије, то је трећи по реду епископ Александрије. Међутим, с обзиром на апостола Марка као првог, Кедрон би био четврти.
Он је био један од људи који су крстили Светог апостола Марка у Александрији.
Мученички је пострадао 15. јуна 106. године.